# Mulúd Feraún
Mulúd Feraún (arabul: مولود فرعون, francia írásmóddal Mouloud Feraoun, Algéria, Tizi Hibel, 1913. március 8. – 1962. március 15.) francia nyelven alkotó algériai berber (kabil) író. Az algériai háború alatt öt kollégájával együtt az OAS nevű francia szervezet meggyilkolta a nemzeti oktatási központ egyik épületében.

## Élete
1913. március 8-án született az algériai Tizi-Hibel faluban, Aït-Chabane néven, a Feraoun nevet a francia állam ruházta rá. Hétéves korától a Tizi-Hibel-i iskolába járt.
1928-ban főiskolai ösztöndíjat nyert Tizi-Ouzou városba. 1932-től már egy második főiskolára jár Bouzaréa-ban, ahol megismerkedik Emmanuel Roblès francia íróval. 1935-ben tanítói állást kap Tizi-Hibel-ben, ahol feleségül vette unokatestvérét, Dehbiát, akivel hét közös gyermekük született. 1946-ban áthelyezték Taourirt-Moussa városába. 1957-ben, miután kinevezték az arab nyelvű Clos-Salembier iskola igazgatójának, elhagyta a hegyvidékes Kabilia tartományt és családjával Algírba költözött.
1950-ben kiadták első regényét. 1951-ben Albert Camus-vel levelezgetett.
1960-ban kinevezték a nemzeti társadalmi központ felügyelőjének, melynek székhelye a királyi palotában volt. 1962. március 15-én, mindössze öt nappal az algériai háború végső fegyverszünete előtt, ő is ott volt, amikor a francia titkos hadsereg rajtaütésszerű támadást hajtott végre az intézmény ellen, amely során öt kollégájával együtt életét vesztette.

## Művei
- A szegény fia (Le fils du pauvre) (1950), regény
- Föld és vér (La Terre et le sang) (1953), regény
- Emelkedő ösvények (Les Chemins qui montent) (1957), regény
- Si Mohand versei (Les Poèmes de Si Mohand) (1960), verseskötet
- Napló (Journal) (1962)
- Kabilia nappal (Jours de Kabylie) (1968)
- Levelezés barátaival (Lettres à ses amis) (1969), levelezés
- Az évforduló (L'Anniversaire) (1972), befejezetlen regény
- Kölcsönös segítség a kabil társadalomban (L’Entraide dans la société kabyle), néprajzi tanulmány

## Lásd még
- Frankofón irodalom